# نيكولاي بانين
نيكولاي أليكساندروفيتش بانين-كولومينكين (8 يناير 1872 - 19 يناير 1956) (بالروسية: Николай Александрович Панин-Коломенкин) هو متزلج فني على الجليد ومدرب روسيا، فاز بالميدالية الذهبية في صنف (special figures) في الألعاب الأولمبية الصيفية 1908. كان بانين أول بطل أولمبي روسي.

## مسيرته
ولد نيكولاي أليكساندروفيتش كولومينكين بتاريخ 8 يناير 1872 في خرينوفوي، محافظة فورونيج، الإمبراطورية الروسية. تنافس في التزلج على الجليد تحت اسم «نيكولاي بانين»، على الرغم من أن معظم المصادر الروسية تُظهر أن اسمه هو «بانين-كولومينكين».[بحاجة لمصدر]
درس الرياضيات بجامعة سانت بطرسبرغ.
توفي بانين بتاريخ 19 يناير 1956 (عن عمر 83 سنة) في لينينغراد بجمهورية روسيا الاتحادية الاشتراكية السوفيتية التابعة الاتحاد السوفياتي.
في عام 1993 أصدرت روسيا 50 عملة ذهبية روبل إحياء لذكرى أول ميدالية ذهبية في روسيا. تظهر بانين جنبا إلى جنب مع الحلقات الأولمبية واللهب وإكليل الغار، ومزلج الجليد المجنح. تم إدراجه في «قاعة مشاهير التزلج الفني على الجليد العالمي» في عام 2009.

## روابط خارجية
- نيكولاي بانين على موقع الاتحاد الدولي (الإنجليزية)
- نيكولاي بانين على موقع اللجنة الأولمبية الدولية (الإنجليزية)
- نيكولاي بانين على موقع اللجنة الأولمبية الدولية (الإنجليزية)
- نيكولاي بانين على موقع أوليمبيديا (الإنجليزية)
- Panin at databaseolympics.com
- Figure skating academy named after Panin